# Stern (revista)
A Stern  (em português: Estrela) é uma revista semanal alemã, publicada em Hamburgo pela editora Gruner + Jahr, que pertence ao grupo de mídia Bertelsmann.
A Stern trata questões políticas e sociais, fornece jornalismo utilitário e histórias clássicas, galerias de fotos e mostra retratos de celebridades. Tradicionalmente, a revista dá mais ênfase à fotografia como outros revistas de notícias em geral. Suas histórias são principalmente escritas em estilo de reportagens.
A circulação paga da revista é 775 573 cópias. Na Alemanha, a Stern atinge 7 470 000 leitores ou 11,5 por cento do total da população alemã com 14 anos ou mais.